# Lomaria biserrata
Lomaria biserrata là một loài thực vật có mạch trong họ Blechnaceae. Loài này được (Mett.) Mert. & Lindl. ex Hook. mô tả khoa học đầu tiên năm 1860.